# スリランカ鉄道
スリランカ鉄道（スリランカてつどう、英語: Sri Lankan Railways (SLR)、シンハラ語: ශ්‍රී ලංකා දුම්රිය සේවය Śrī Laṃkā Dumriya Sēvaya、タミル語: இலங்கை புகையிரத சேவை）、正式名称スリランカ鉄道局（スリランカてつどうきょく、英語: Sri Lanka Railway Department）は、スリランカの鉄道を管轄する政府機関であり、コロンボに本部を置く鉄道事業者。
スリランカの鉄道輸送一般については「スリランカの鉄道」も参照のこと。

## 概要
運輸・民間航空省の部局として設置されている。1858年にセイロン国営鉄道として開業して以来、国内各地域の主要都市と首都コロンボを結ぶ鉄道として運営されてきた。スリランカの鉄道はほぼスリランカ鉄道が担っており、一日あたり約35万人の乗客と貨物を輸送している。加えてスリランカ最大の雇用主の一つでもあり、1万4千人を雇用している。路線の総延長は1,508km、駅の数は312に及ぶ。また138両の機関車、500両の客車、683両の貨車、そして128両のタンク車を保有する。
- 軌間：全線広軌（1,676mm）である。
- 路線長：1,508km
- 電化：電化はなされていないが、検討されている。

## 歴史

### 開業

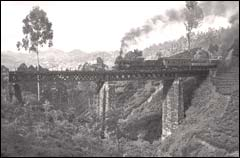
1880年、メインラインの丘陵地域を走る蒸気機関車

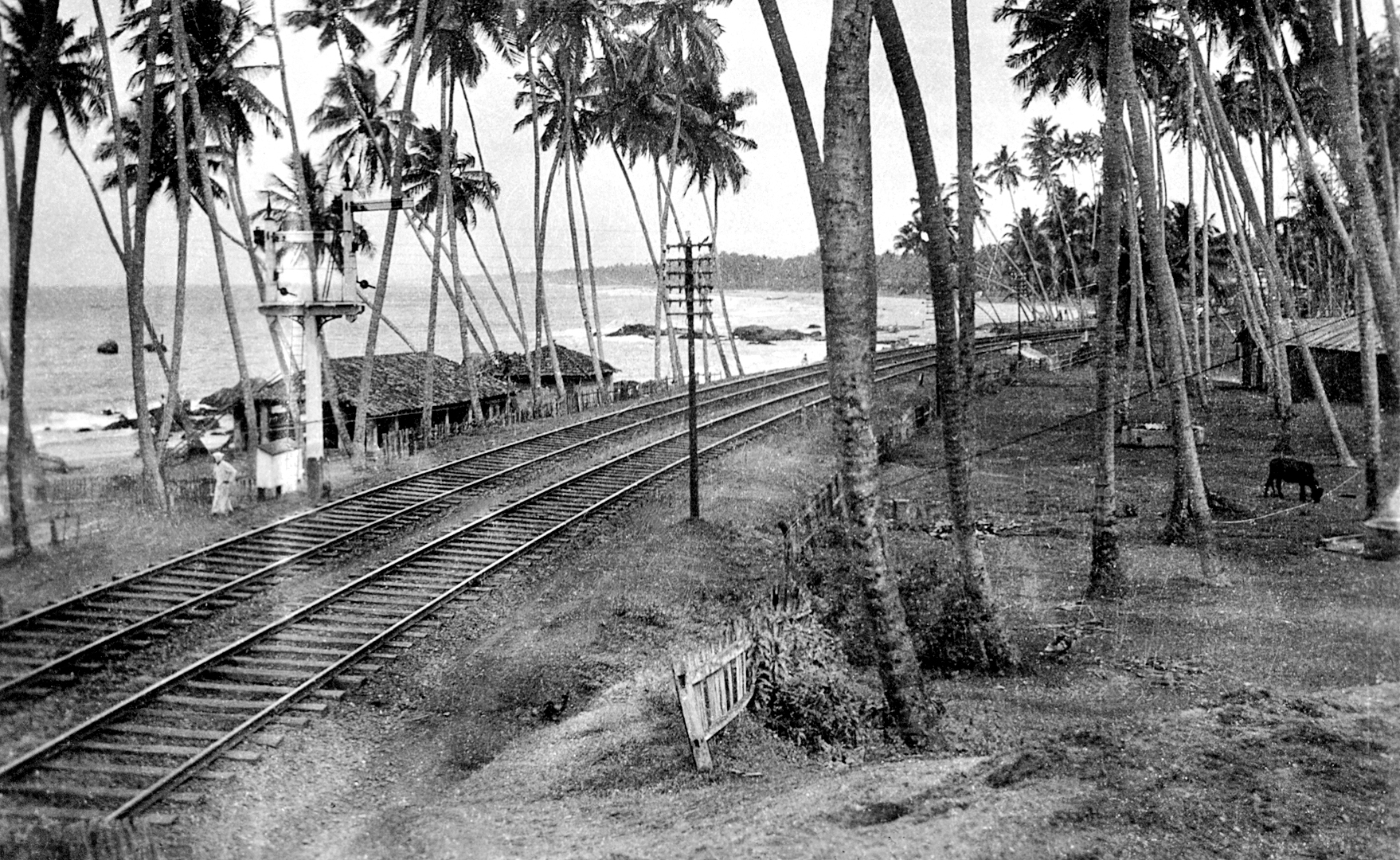
1940年、コロンボ近郊の線路

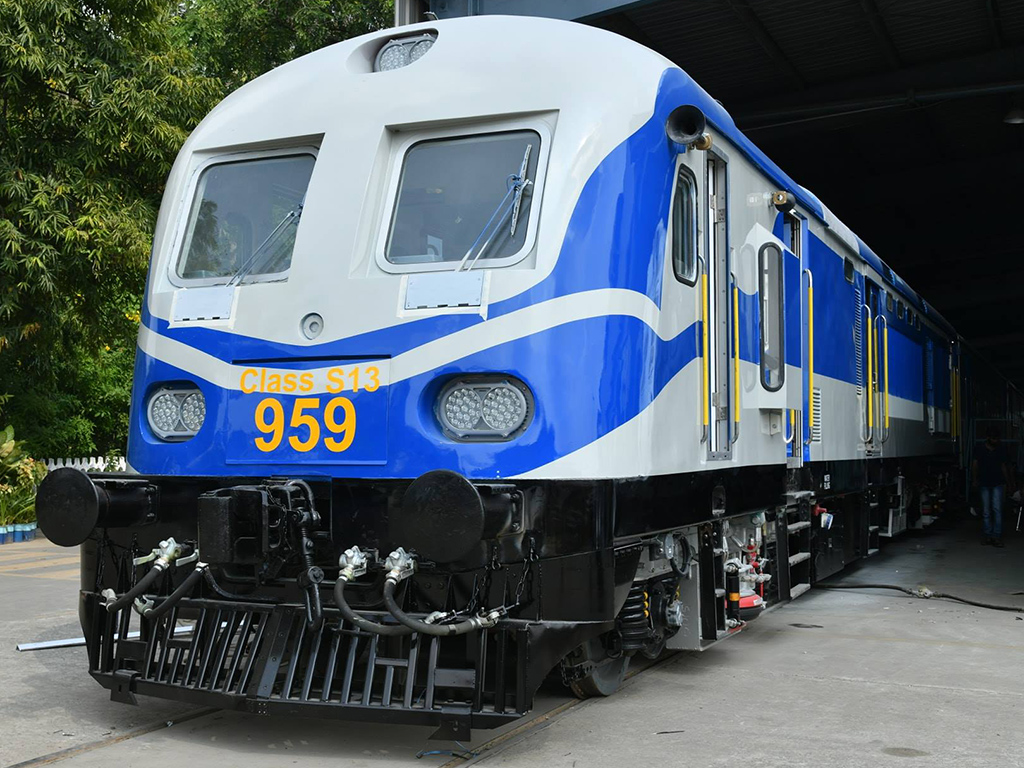
S13系 959番車

1864年、英領セイロン時代のスリランカに初めて鉄道が導入された。導入当初の目的は内陸の丘陵地域にある茶畑、コーヒー畑から積み出し港のあるコロンボまで茶葉、コーヒーを輸送することであり、メインラインのコロンボ - アンベプッサ間54kmが最初に開業した。
その後、メインラインは1867年キャンディ、1874年ナワラピティヤ、1885年ナヌオヤ、1894年バンダーラウェラ、1924年バドゥッラと徐々に延伸され、 他の路線は1880年マータレーライン 、1895年コーストライン、1905年ノーザンライン、1914年マンナールライン、1919年ケラニバレィライン、1926年プッタラムライン、1928年バッティカロアライン、トリンコマリーラインの順に開業した。 その後80年以上スリランカの鉄道網に大規模な変化はなかった。 

### 黄金時代
1955年から1970年までの15年間はスリランカ鉄道の黄金時代と呼ばれ、正確で快適な鉄道を目指して主要駅の改装や速達列車の導入が行われた。1953年まで使用されていた蒸気機関車もこの時期にディーゼル機関車に移行した。

### 衰退期
20世紀後期、1970年からの30年間はスリランカ鉄道の衰退期であった。経済の中心がプランテーション農業から製造業へ移行し、道路網が整備されていくにつれて鉄道の整備は後回しにされた。 また、それにつれて貨物輸送の中心も鉄道からトラックへ移行していった。スリランカ鉄道はこの30年間で他の国のような技術革新を十分に行えなかったため、所要時間が長い、時刻が正確でないなどの問題を解決できず、2011年には旅客輸送での市場占有率が7%まで落ち込んだ。

### 復興期

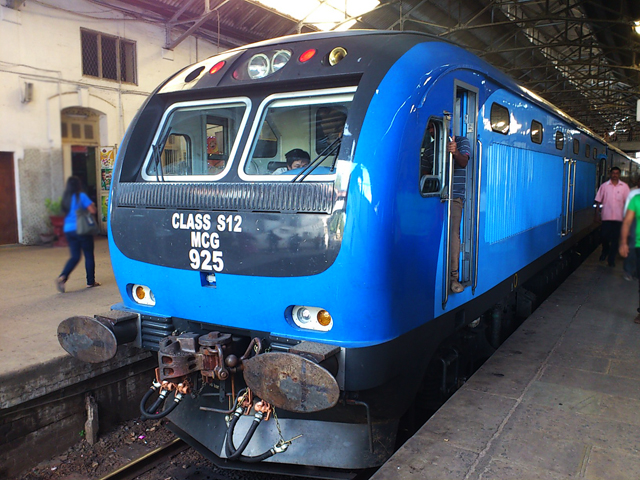
2012年に導入された新型気動車S12系

2010年代前期から、スリランカ政府は鉄道発展のための十ヶ年計画を開始し、従来車を置き換えるため新型の気動車を発注した。2004年のスマトラ島沖地震で発生した津波によって被害を受けたコーストラインは2010年から2年間にかけてスピードアップ工事が行われ、最高時速100kmでの運行が可能になり、さらにマータラを経由してハンバントタまで向かう延伸工事が行われている。また、30年にわたる内戦によって寸断されていたノーザンラインも2015年には復旧し、ジャフナ、カンケサントゥライまでの全線が内戦前の状態に戻った。

## 運行形態
スリランカ鉄道では貨物輸送の他に主要都市を結ぶ都市間鉄道とコロンボ都市圏内の通勤列車を運行している。ほとんどのインターシティには車両等級が設定されている。

### 都市間鉄道

#### 列車種別
- インターシティ（Intercity express） - 最速達列車。乗車のためには追加料金が必要。
- 夜行列車（Night mail） - 貨物輸送を伴う夜行列車。
- 急行（Express） - コロンボと乗換駅、主要都市を結ぶ列車。
- 普通列車（Suburban） - 各駅停車。

#### 車両等級
- 1等寝台車 - 複数の夜行列車で利用可能。寝台が設置されている。
- 1等展望車 - メインラインの昼行列車で利用可能。主に列車の最後尾に設置されているが、機関車の直後の場合もある。
- 1等エアコン車 - [17]メインライン、ノーザンラインの急行列車で利用可能。
- 2等車・3等車 - 全てのインターシティ、夜行列車で設定されており、指定席と自由席がある。

スリランカ鉄道の線路を利用してインターシティを運行しているラジャダニ・エクスプレスとエキスポ・レールではかつて数多くのインターシティで優等サービスとして車内で紅茶やスナック、料理などが提供されていた。

### 通勤列車
通勤列車はコロンボ都市圏でのみ運行されている。ほとんどの通勤列車はディーゼル機関車で運行され、インターシティのような車両等級は設定されていない。通勤列車はコロンボ市街地の交通渋滞を解決する可能性を秘めており、現在はエネルギー効率を高めるために電化が検討されている。 

## 運行路線

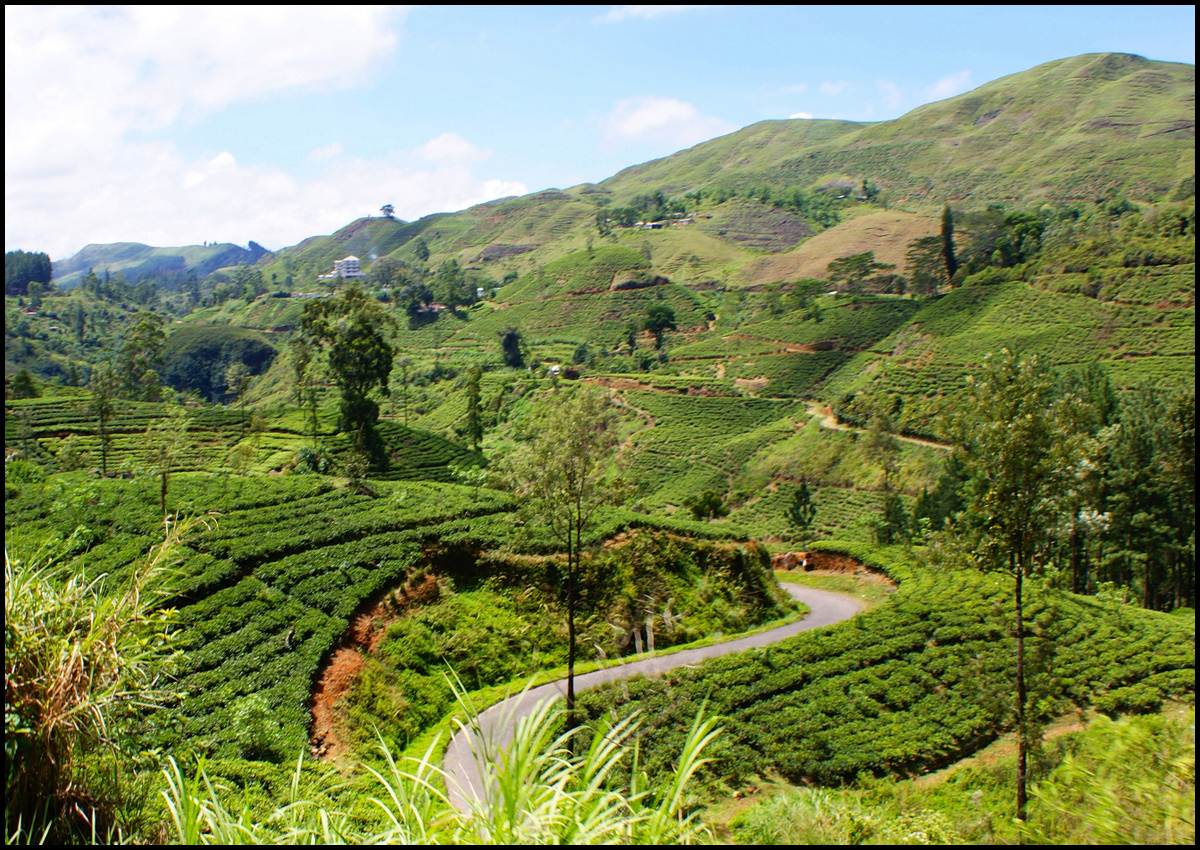
メインラインの風光明媚な丘陵地域

スリランカ鉄道は。9路線で構成されており、1950年代から急行列車の運行が開始された。 
| 系統           | 路線名               | 区間                                                    | 営業キロ |
| -------------- | -------------------- | ------------------------------------------------------- | -------- |
| メインライン   | メインライン         | コロンボ・フォート駅 - バドゥッラ駅                     | 289.6km  |
| メインライン   | マータレーライン     | ペラデニヤ・ジャンクション駅 - マータレー駅             |          |
| ノーザンライン | ノーザンライン       | ポルガハウェラ・ジャンクション駅 - カンケサントゥライ駅 |          |
| ノーザンライン | マンナールライン     | メダワッチ・ジャンクション駅 - タライマンナール駅       |          |
| ノーザンライン | バッティカロアライン | マホー・ジャンクション駅 - バッティカロア駅             |          |
| ノーザンライン | トリンコマリーライン | ガル・オヤ・ジャンクション駅 - トリンコマリー駅         |          |
| コーストライン | コーストライン       | コロンボ・フォート駅 - ベリアッタ駅                     | 183.7km  |
| コーストライン | ケラニ・バレーライン | コロンボ・マラダーナ駅 - アビッサウェラ駅               |          |
| コーストライン | プッタラムライン     | ラーガマ駅 - プッタラム駅                               | 119.1km  |

## 課題

### 財政
スリランカ鉄道は継続的に大きな財政的損失を被り、1943年以来赤字で運営されている。2007年5月には、約30億スリランカ・ルピーの収益があったが、政府から70億ルピーの補助金が必要であった。費用が大きくなる要因はビクトリア朝から維持されているインフラの維持費であり、人件費についても州の雇用政策によって人員超過が続いている。 

### 地元住民に対する差別
2017年2月、スリランカのサンデータイムズ紙は、トイレが人種差別的であるとしてスリランカ鉄道を批判した。記事によると、外国人観光客と地元住民で利用できるトイレが異なるという。コロンボ・フォート駅をはじめとする5駅で外国人観光客は「外国人用トイレ」と標識のある衛生的なトイレを利用できるのに対して、地元住民は整備の行き届いておらず不衛生なトイレの利用を強いられている。運輸大臣によるとこの外国人用トイレは観光省の予算で整備されているという。 

### インフラ
スリランカ鉄道はビクトリア朝時代のインフラと老朽化した設備を保有しており、維持管理に多大な資金が必要となっている。また、車両の輸送容量も低下し、サービスの品質が低下している。車両の輸送容量を維持するためにスリランカ鉄道は2007年以降車両を増備している。 

### 他の交通機関との連携不備
スリランカ鉄道は道路やバスとの接続が悪く、十分に連携ができていない。また、他国の輸送システムのようにスリランカではバスとの連絡切符の発行なども行なっていない。バスと鉄道の時刻表も連絡していないため、それぞれの交通機関が独自で運営を行なっている。そのため、バスから鉄道へ乗り継ぐ効率が低下している。  

### 安全性
スリランカでは線路に人が容易に入れるようになっており、自分撮りをしようとして列車に轢かれる事故が多発している。2017年には6月には男性2人が線路上で自分撮りの最中に列車に轢かれる事故が発生しており、これを受けてスリランカ鉄道は自分撮りの取り締まりを行うと発表した。

### 事件・事故
- 1964年3月18日 - 列車が高速で脱線し、ミリガマ近郊で60人以上が死亡した。
- 1985年1月19日 - LTTEによって急行Yal Devi号が爆破され、11人の民間人が死亡した。
- 1996年7月24日 - LTTEによる列車爆破テロ、デヒワラで70人の民間人が死亡した。
- 2001年8月19日 - アラッワ - ランブッカ間で車両が脱線、46名が死亡
- 2002年
  - 1月 - キャンディからコロンボへ向かう途中のインターシティが、ブレーキ故障のためにランブッカナ近くで脱線、15人以上が死亡した。 [要出典]
  - 6月13日 - 脱線した列車がアラッワ駅へ突入、14人が死亡した。
- 2004年12月26日 - 同日発生したスマトラ島沖地震による津波によって列車が流され、1,700名以上の人が死亡した[27]。これは世界最大の鉄道事故となった。
- 2005年4月26日 - ポルガハウェラ近郊の踏切を渡ろうとしたバスに列車が衝突、バスの乗客37名が死亡した。
- 2017年6月13日 - コロンボ市内の線路上で自分撮りをしていた2人の兄弟が鉄道に轢かれる事故が発生した[26]。